# Bagyidaw
Bagyidaw (Birmanisch ဘက္ရီးတော္, "Königlicher älterer Onkel"; * Juli 1784; † Oktober 1846) war zwischen 1819 und 1837 König der Konbaung-Dynastie im heutigen Birma. Er war der Sohn von Bodawpaya und Enkel des Gründers der Dynastie Alaungpaya.

## Leben
Kurz nach seiner Thronbesteigung verlegte Bagyidaw die Hauptstadt von Amarapura zurück nach Ava. Unter Anleitung des Generals Mahabandoola betrieb er eine Politik des Expansionismus, indem er Assam und Manipur eroberte und sie zu tributpflichtigen Vasallen machte. Die Briten reagierten darauf mit militärischen Operationen, die am 5. März 1824 begannen (Erster Anglo-Birmanischer Krieg, 1824–1826). Die birmanischen Soldaten wurden unter großen Verlusten aus Assam, Arakan und Manipur verdrängt. Am 24. Februar 1826 unterzeichnete Bagyidaw den Vertrag von Yandaboo, der den Krieg beendete. Er verlor Arakan und Tenasserim.
John Crawfurd, der erste britische Gesandte nach dem Krieg, konnte anschließend weder einen Handelsvertrag zustande bringen noch für den Austausch von Regierungsvertretern zwischen Ava und Kalkutta sorgen. Die Art des Auftretens seines Nachfolgers, Major Henry Burney, brachte den König dazu, eine englische Vertretung zu akzeptieren. Bagyidaw legte den Streit zwischen Manipur und Birma um das Tal von Kabaw bei, indem er das Tal Ava zuschlug. Manipur hatte das Tal nach dem Ende des Krieges mit dem stillen Einverständnis der indischen Regierung annektiert, ehe Burney aus historischen Quellen schloss, dass der Anspruch Birmas gerechtfertigt sei. Er konnte aber nicht für die Rückgabe Tenasserims sorgen, das mehr eine Bürde denn ein Vorteil war, selbst als Siam seine Interessen anmeldete und auf seine historischen Rechte an diesem Stück Land pochte.
In der Folgezeit litt Bagyidaw vermehrt unter Depressionen, und als sein Zustand sich verschlechterte, ging die Kontrolle an seine Frau Königin Nanmandaw Mè Nu und deren Bruder Minthagyi Maung O über. Er wurde 1837 schließlich zur Abdankung zugunsten seines Bruders Tharrawaddy Min gezwungen.